# Louis van den Steen de Jehay
Louis Charles Herman van den Steen de Jehay (Luik, 15 februari 1813 - Maffe, 17 juli 1864) was een Belgisch volksvertegenwoordiger.

## Biografie

### Familie
Graaf (1847) Louis van den Steen de Jehay was de tweede van de acht kinderen van baron Charles van den Steen de Jehay, senator, gouverneur van Luik en diplomaat, en gravin Charlotte de Grumsel d'Emale. Hij was 46 wanneer hij trouwde op 7 maart 1859 in Natoye met de 31-jarige gravin Alix de Gourcy-Serainchamps (1828-1859), die dezelfde maand tijdens de huwelijksreis op 26 maart in Genua overleed. Het huwelijk bleef uiteraard kinderloos en van den Steen bleef weduwnaar.
Hij was een schoonbroer van burgemeester van Loppem en senator Charles van Caloen. Zijn nicht, Nathalie van den Steen de Jehay (1852-1919), trouwde met graaf Amedée Visart de Bocarmé, burgemeester van Brugge en volksvertegenwoordiger. Zijn neef, graaf Frédéric van den Steen de Jehay, was kabinetschef van koning Albert I.

### Loopbaan
In 1838-1839 was hij provincieraadslid van Luik en in 1839 werd hij als zesentwintigjarige verkozen tot katholiek volksvertegenwoordiger voor het arrondissement Hoei, een mandaat dat hij vervulde tot in 1848.